# 가사데라촌
가사데라촌(笠寺村)은 아이치현 아이치군에 설치되었던 촌이다. 현재의 나고야시 미나미구 남부, 미나토구 동부에 해당한다.